# Parco nazionale di Daisen-Oki
Il parco nazionale di Daisen Oki (大山隠岐国立公園?, Daisen Oki Kokuritsu Kōen) è un parco nazionale nella regione di Chūgoku, nell'Honshū, in Giappone, a cavallo delle prefetture di Okayama, Shimane e Tottori. Il monte Daisen è il cuore del parco, che include anche le montagne e le pianure vulcaniche di Hiruzen, del monte Kenashi, del monte Sanbe e del monte Hōbutsu. La regione del parco con la pianura di Izumo è la sede del più antico santuario shintoista del Giappone, il santuario di Izumo. Anche le isole Oki sono un'importante componente del parco. Esso fu istituito nel 1936 come parco nazionale di Daisen (大山国立公園?, Daisen Oki Kokuritsu Kōen), ma fu ampliato e rinominato nel 1961 per includere le isole Oki e le aree della prefettura di Shimane.